# Bring your own device
Bring your own device (BYOD) (em português: traga seu próprio dispositivo) descreve uma política adotada por empresas e espaços educacionais que dá aos funcionários, alunos e professores a oportunidade de utilizar os seus próprios aparelhos (laptops, tablets e smatphones) para acessar dados e informações da companhia em seu local de trabalho e/ou estudo.
O uso do BYOD ganhou força, principalmente, diante do fato de que a maioria das pessoas utiliza equipamentos mais modernos, dependendo da empresa, do que os disponibilizados pelo departamento de TI corporativo. Naturalmente, essa estratégia possui os seus desafios mas, no final do dia, a empresa contará com uma estrutura de TI mais moderna e eficiente. Alunos em escolas e universidades exigem o acesso ao conhecimento como e quando dele necessitam, em qualquer momento e em qualquer lugar, e utilizando a tecnologia com que já estão familiarizados. Ou seja, é o aluno quem cria o seu espaço tecnológico de aprendizagem e exige à instituição educativa que adapte as suas plataformas a este espaço. Com isso tornou-se também uma prática mais corriqueira em espaços educacionais.

## História

### Terminologia e Origem
A origem do termo é uma analogia com a expressão inglesa  (BYOB), "Bring your own bottle" (tradução: traga sua própria garrafa) ou "Bring your own booze" (tradução: traga sua própria bebida) utilizado em 1951.
O BYOD começou a ser utilizado pela Intel em 2009, quando a empresa reconheceu a potência da prática para promover a interação entre os funcionários e até mesmo com a própria indústria. A política permite que os funcionários escolham o aparelho com o qual sentem mais facilidade em trabalhar, causando um sentimento de gratidão para com a empresa.
No entanto, levou até ao início de 2011, quando o fornecedor de software Citrix Systems começou a compartilhar suas percepções sobre essa tendência emergente.
Em 2012, a U.S.A Equal Employment Opportunity Commission adotou uma política BYOD, porém muitos empregados continuaram utilizand BlackBerrys emitidos pelo governo causa de preocupações sobre as cobranças, além da falta de dispositivos alternativos.

### A tendência dos últimos anos: o BYOx
Nos últimos anos, o BYOD está sendo substituído por um conjunto mais amplo de funcionalidades, o BYOx. Onde o 'x' pode ser substituído por outra expressão, tais como:
- BYOD – bring your own device ("traga seu próprio dispositivo")
- BYOA – bring your own app ("traga seu próprio aplicativo")[11]
- BYOE – bring your own encryption ("traga sua própria criptografia")[12]
- BYOI – bring your own identity ("traga sua própria identidade")[13]
- BYOT – bring your own technology ("traga sua própria tecnologia")[14]
- BYON – bring your own network ("traga sua própria rede")[15]
- WYOD - wear your own device (em português, "vista seu próprio dispositivo")[16]: refere-se à prática de usar dispositivos vestíveis (wearable, em Inglês) no local de trabalho ou estudo, tais como SmartWatches e SmartGlasses.[17]

De acordo com uma pesquisa realizada pela Gartner (Dezembro de 2014), em 2017 cerca de 30% dos dispositivos portáteis serão discretos e completamente "invisíveis" aos olhos.

## Aspecto Técnico

### Interesses
Muitas empresas já implementaram o BYOD de maneira informal (e muitas vezes sem nem sequer ter consciência disto), ao permitir que seus empregados, especialmente de alto escalão, utilizem seus próprios dispositivos para desenvolvimento de seu trabalho, acessem sua rede por wi-fi ou em casa via VPN.
Cada vez mais os funcionários desejam usar seus próprios dispositivos móveis no local de trabalho. De acordo com a Pesquisa de consumidor conectado da Analysys Mason — um estudo multinacional, plurianual, que controla e avalia os hábitos de telecomunicação e mídia em transformação, a propriedade de dispositivo, as opções de conectividade e os planos futuros dos consumidores — aproximadamente, 49% dos funcionários de empresas de médio porte entrevistados usam seus próprios dispositivos pessoais no trabalho. Essa porcentagem surpreendentemente grande de entrevistados realça as vertentes observadas nos últimos anos na tendência de BYOD. Quando têm a opção, os funcionários preferem usar seus próprios dispositivos móveis pessoais em vez de ter de carregar equipamentos pessoais e da empresa. Para atender às necessidades de BYOD, as empresas de médio porte devem considerar a implementação da infraestrutura de comunicações unificadas, que permite conjuntos com mobilidade total, incluindo recursos centralizados de gerenciamento de rede e dispositivo. Essas soluções abordam fatores de TI e de negócios que surgem quando as empresas consideram a implementação de uma política de BYOD. Ao satisfazer as necessidades da TI e do negócio, esses tipos de plataformas de comunicações unificadas preparam melhor as empresas para que possam lançar mão de todos os benefícios que a mobilidade pode proporcionar.

### Impacto Econômico
Um estudo recente da Cisco com 2.400 usuários de dispositivos móveis em 18 setores e seis países – Estados Unidos, Reino Unido, Alemanha, Índia, China e Brasil – mostrou que os funcionários adeptos da consumerização de TI (outro jargão do mercado para o BYOD) economizam, em média, 37 minutos por semana graças ao uso do próprio dispositivo no trabalho. Nos EUA, essa economia chega a 81 minutos por semana.
Finalmente, dependendo do dispositivo, entre 23 % e 29 % dos agentes de consumerização de TI trazem seus próprios dispositivos porque sentem que
precisam deles no trabalho, mesmo que as empresas não ofereçam dispositivos aos funcionários. Esses funcionários estão tomando a iniciativa para melhorar sua produtividade — e gastam seu próprio dinheiro para fazer isso. Os usuários de consumerização de TI gastam uma média de US$ 965 na compra de seus próprios dispositivos para uso no trabalho. E gastam mais US$ 734 por ano em planos de voz e dados para seus dispositivos de consumerização de TI. O custo desses planos é muito diferente em cada país, variando de mais de US$ 1.200 nos Estados Unidos a menos de US$ 400 na Índia.

### As Relações Trabalhistas e a Prática de BYOD.
A falta de normatizações específicas acerca das práticas oriundas da Consumerização é motivo para o pouco interesse das empresas em atrelar políticas de BYOD aos contratos de trabalho de seus funcionários. A dificuldade em migrar o gerenciamento corporativo controlado, previsível, centralizado no processo e eficiente para um gerenciamento consumerizado totalmente conectado, aberto, centralizado na informação e inovador é uma utopia para o meio jurídico que tem dificuldade em regular a realidade dinâmica e intercambiam-te, ou pelo menos não consegue normatizá-la de forma ou em velocidade eficiente, estando sempre um passo atrás das mais recentes descobertas tecnológicas. Uma das funções do direito é assegurar a consequência das condutas daqueles que se encontram sob seu manto, ou seja, possibilitar que se saiba de antemão a consequência de uma conduta praticada. No caso da seara eletrônica, e da falta de normatização específica, por vezes não se sabe a consequência da conduta praticada, o que pode depender da interpretação do julgador em relação ao tema.
Em 2012, o BYOD foi reconhecido como política válida nas relações de trabalho pela Equal Employment Opportunity Commission (EEOC), uma agência federal americana que presta assistência fiscalizatória para as relações trabalhistas nos EUA.
No Brasil, os trabalhadores são amparados pela Consolidação das Leis Trabalhistas (CLT) que foi criada pelo Decreto-Lei nº 5.452, de 1º de maio de 1943, e sancionada pelo presidente Getúlio Vargas, durante o período do Estado Novo. Já nos dias de hoje, em um contexto muito distinto, os tribunais trabalhistas e a doutrina exerceram um papel de suma importância, na medida em que buscam uma interpretação evolutiva e atual que possa incorporar as novas práticas. A exemplo é a atualização da Lei 12.551 de 15.12.2011 (publicada no D.O.U de 16.12.2011), já em vigor desde sua publicação, que deu ao artigo 6º da CLT a seguinte redação:
| “ | '"Não se distingue entre o trabalho realizado no estabelecimento do empregador, o executado no domicílio do empregado e o realizado a distância, desde que estejam caracterizados os pressupostos da relação de emprego. Parágrafo único: Os meios telemáticos e informatizados de comando, controle e supervisão se equiparam, para fins de subordinação jurídica, aos meios pessoais e diretos de comando, controle e supervisão do trabalho alheio" (BALBINO, 2011, p.37) | ” |

.

## Aspecto Social
O funcionário no BYOD sente-se motivado e adquire um dispositivo eletrônico que venha agregar mais afinidade e melhor execução de suas atividades, e com isso, a empresa eleva seus índices de produtividade e diminui seu investimento em compras ou upgrades de dispositivos para seus funcionários. Ao mesmo tempo, o BYOD obriga a organização a desenvolver e praticar uma excelente estratégia, a qual deve contemplar uma Política de Segurança de Informação bem elaborada e que envolva inclusive questões trabalhistas.
A adoção da tecnologia na rotina de estudos sem que a escola precise fazer altos investimentos na compra, manutenção e atualização de hardwares tornou o a prática do BYOD viável. O forte engajamento dos alunos nas atividades, já que o único ambiente onde não estão autorizados a usar seus smartphones e tablets é justamente a escola, que resiste a quebrar este paradigma por receio de que se dispersem, acessem conteúdos impróprios e não se concentrem no conteúdo da aula, desafios que podem ser vencidos com a implementação de sistemas de segurança e controle e a disponibilização de softwares educacionais que envolvem os alunos e determinam quais são as próximas atividades a ser realizadas.
No Condado de Wake, na Carolina do Norte (EUA), 13 escolas públicas implementaram recentemente um programa de BYOD. Anna Hayes, professora, diz já ter notado uma forte mudança no comportamento dos alunos, que estão mais engajados e chegam mais motivados para as aulas. A George Spencer Academy, em Nottinghamshire, foi uma das primeiras escolas do Reino Unido a permitir que os alunos acima de 13 anos tragam seus smartphones para as aulas.

## Vantagens
Negócios que adotam o BYOD ganham diversas vantagens em relação a sua concorrência. Os custos de gestão com TI, por exemplo, diminuem consideravelmente. Gastos relacionados à troca de equipamentos e custos com conexões de rede fora do ambiente corporativo passam a ser de responsabilidade do funcionário e não mais da empresa.
Os índices de satisfação dos funcionários também passarão por melhorias. Pessoas sentem-se mais confortáveis trabalhando com máquinas que elas tiveram a oportunidade de escolher e personalizar de acordo com as suas preferências pessoais. A sensação de ter um aparelho para utilizar no dia a dia que é melhor do que as máquinas antigas que muitas vezes são disponibilizadas pela companhia é algo que compensa o custo de se investir em um notebook pessoal.
Nesse sentido, os dispositivos que são utilizados em empresas que adotam o BOYD tendem a ser mais avançados. Como usuários fazem upgrades em uma frequência maior do que as empresas, elas passarão a se beneficiar de dispositivos com maior poder de processamento.
Na educação o uso desse método permite que a atuação se amplie para fora dos portões da instituição. Mesmo com orçamentos apertados, é possível superar as barreiras técnicas e sócio-econômicas que podem afetar a qualidade da educação. Mais do que uma iniciativa de tecnologia, o BYOD pode democratizar a educação e permitir ambientes de aprendizagem mais universais e acessíveis a todos, além de completar material fornecido pela instituição educacional.
Ao mesmo tempo em que de BYOD tem reduzido as despesas com tecnologia nas empresas, ela também tem ganhado força por refletir um estilo de vida e uma forma de trabalho contemporâneos. Um levantamento publicado em janeiro de 2015 pelo Tech Pro Research identificou que 74% dos gestores de grandes corporações entrevistados usam ou planejam implementar a prática em suas organizações.
A prática do BYOD tem facilitado, sobretudo, a prática da educação corporativa, por diversas questões:
- Permite aos treinandos acessarem os mesmos aparelhos na empresa e em casa, ampliando as oportunidades de estudo a horas e lugares fora do ambiente corporativo.
- Possibilita que os treinandos trabalhem com a tecnologia com a qual eles já estão confortáveis e familiarizados.
- Elimina a necessidade de apoio e outras demandas que recaem sobre as empresas, que muitas vezes acabam cobrando pelo uso para manterem os aparelhos disponíveis.

## Desvantagens
Ao implementar o BYOD em sua empresa, diversos aspectos técnicos devem ser considerados. O principal deles é o controle sobre a estrutura digital da empresa.
As políticas de uso de recursos e as estratégias de segurança devem ser reformuladas para a nova realidade da empresa. O departamento de segurança digital deve estar preparado para impor limites de uso dos recursos de rede, assim como o funcionário deverá passar a atualizar as ferramentas de segurança com mais frequência.
A política de segurança digital e privacidade deve ser clara e compreendida por todos. Ferramentas de computação na nuvem, máquinas virtuais e VPNs podem ser adotadas. Elas auxiliam empresas a impedir que eventuais brechas de segurança na máquina do usuário possam comprometer a confiabilidade dos sistemas internos.
As normas de privacidade também devem envolver a preservação dos dados privados da companhia. Como muitas empresas já utilizam serviços de armazenamento em nuvem nas suas linhas operacionais, regras relacionadas a posse de dados em equipamentos de terceiros devem ser criadas para garantir que os registros internos de uma empresa não caiam nas mãos erradas.
Há também uma questão de conformidade quando se trata de dados. Empresas que usam padrão PCI DSS, HIPAA, GLBA ou tenham certos requisitos relacionados à segurança da informação e salvaguarda de dados específicos, devem assegurar que as regras sejam seguidas, mesmo que os dados estejam em um laptop pertencente a um empregado.
No caso de demissão um trabalhador, ou por saída da empresa por vontade própria, segregar e recuperar os dados da empresa podem ser um problema. Obviamente, a empresa vai querer seus dados, e deve haver uma política em vigor que determine como serão obtidos a partir do laptop pessoal e ou do smartphone.
Um problema deste sistema é a diminuição da fronteira entre o que é profissional e pessoal para o colaborador, pois deixa de existir horário e local fixo de trabalho. Estando o colaborador com o dispositivo 24 horas diárias pode trabalhar a qualquer hora e local, pelo que a longo prazo pode gerar frustração e depressão por excesso de trabalho, pois em muitas empresas as horas extras não são remuneradas.
Mais uma vez, nem todos os dispositivos são iguais e nem todas as pessoas têm capacidade econômica para comprar um dispositivo de elevada sofisticação, portanto podem existir muitas diferenças entre as características dos dispositivos dos diferentes funcionários que podem influenciar a capacidade de trabalho.
Na educação algumas das preocupações de BYOD incluem a segurança de dispositivos pessoais, o acesso à impressão e outros recursos de rede, a equidade de acesso para os alunos que não têm dispositivos e uso inadequado de dispositivos pessoais.
Como com todo o uso da tecnologia, pessoal ou de propriedade da escola, os alunos devem usar a tecnologia para fins educacionais, com a autorização do professor. Estudantes que usam um dispositivo pessoal de propriedade deve respeitar as políticas estabelecidas pela escola e pelo professor. É importante que a escola filtre o conteúdo que os alunos podem acessar. Há uma grande preocupação com a distração em sala de aula pelos alunos.